# Eduard Tomana
Eduard Tomana (1930/1 – únor 2009) byl český fotbalový útočník.

## Hráčská kariéra
V československé lize hrál za Vítkovické železárny, vstřelil 2 prvoligové branky.

### Prvoligová bilance
| Ročník         | Zápasy | Góly | Minuty | Klub                 |
| -------------- | ------ | ---- | ------ | -------------------- |
| I. liga 1950   | –      | 1    | –      | Vítkovické železárny |
| I. liga 1951   | –      | 1    | –      | Vítkovické železárny |
| CELKEM I. liga | –      | 2    | –      |                      |